# Saururus
Genre
Classification phylogénétique
Saururus, les saurures, est un genre de plantes à fleurs de la famille des Saururacées. Ce sont des plantes herbacées.
Nom chinois du genre : 三白草属

## Étymologie
Le nom du genre vient du grec Σαύρα Sáura (lézard) et ουρά ourá (queue),. Le nom est attribué, en 1693, par Charles Plumier à des plantes placées actuellement principalement  dans les genres Piper ou Peperomia, en raison de leur inflorescence longue et recourbée, pouvant faire penser à une queue de lézard.
En 1753, Linné reprend le nom donné par Charles Plumier pour l'espèce dénommée soit Saururus foliis profunde cordatis ovato-lanceolatis, soit Serpentaria repens, espèce qu'il rebaptise Saururus cernuus et qui devient l'espèce-type du genre.
En 1820, Ivan Ivanovič Martinov définit la famille des Saururacées dont le genre Saururus est le type.

## Autres noms
Il existe un homonyme à Saururus L. : Saururus Mill.
Un genre synonyme a été décrit en 1848 : Saururopsis Turcz.

## Description
Ce genre, type de la famille, comprend des plantes herbacées vivaces et rhizomateuses.
Les feuilles, simples, entières et alternes, possèdent deux stipules membraneux.
Les fleurs, de couleur blanche, hermaphrodites, sont assemblées en racèmes spiciformes très denses, terminaux ou opposés aux feuilles. Les inflorescences peuvent en porter de 175 à 350.
Chaque fleur porte généralement six étamines libres, parfois huit, rarement trois, et un ovaire supère et pluriloculaire, constitué par quatre ou cinq carpelles.
Les fruits sont schizocarpiques, composés de 3-4 méricarpes secs et indehiscents, portant une graine unique.

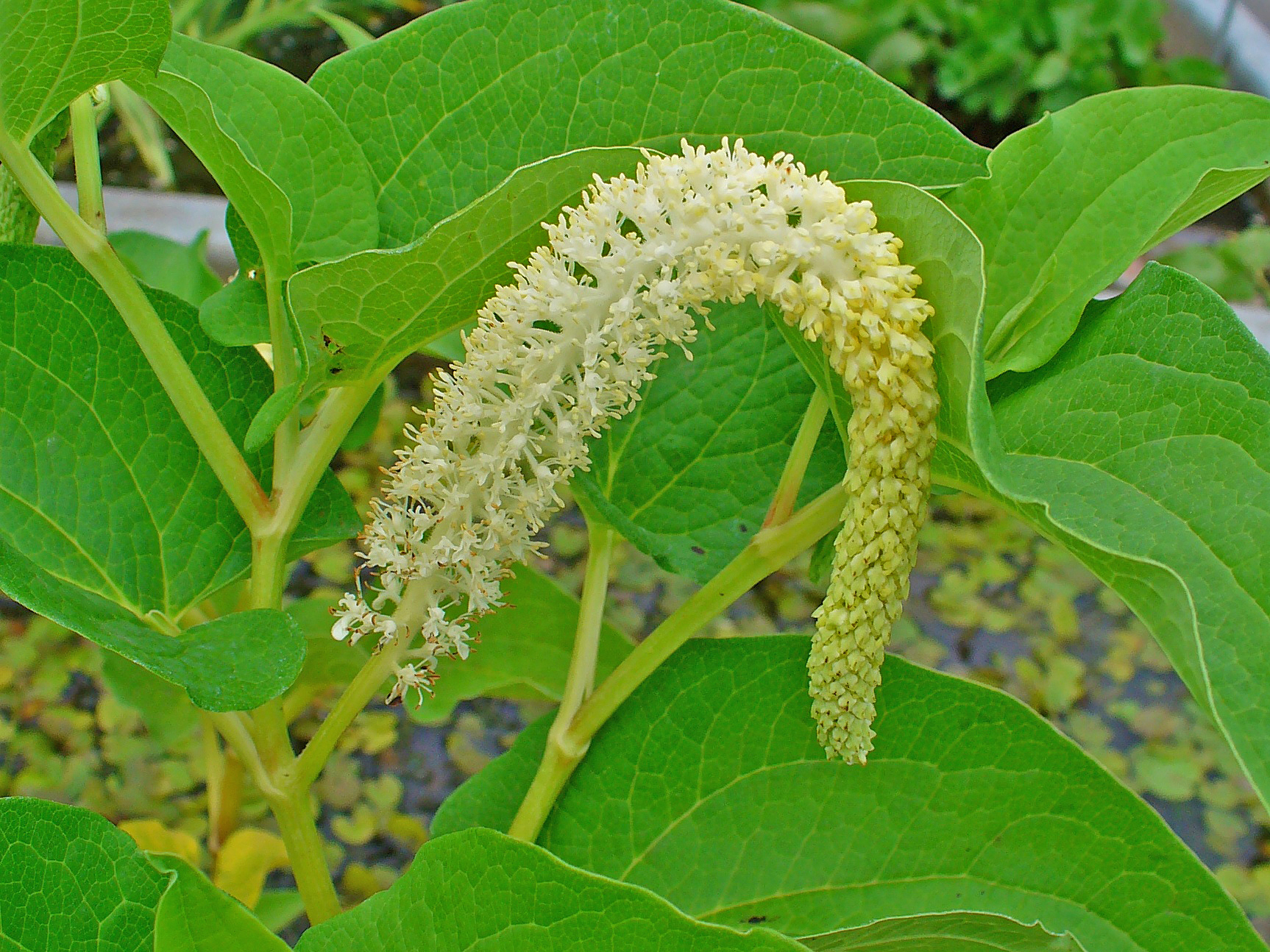
Saururus cernuus.
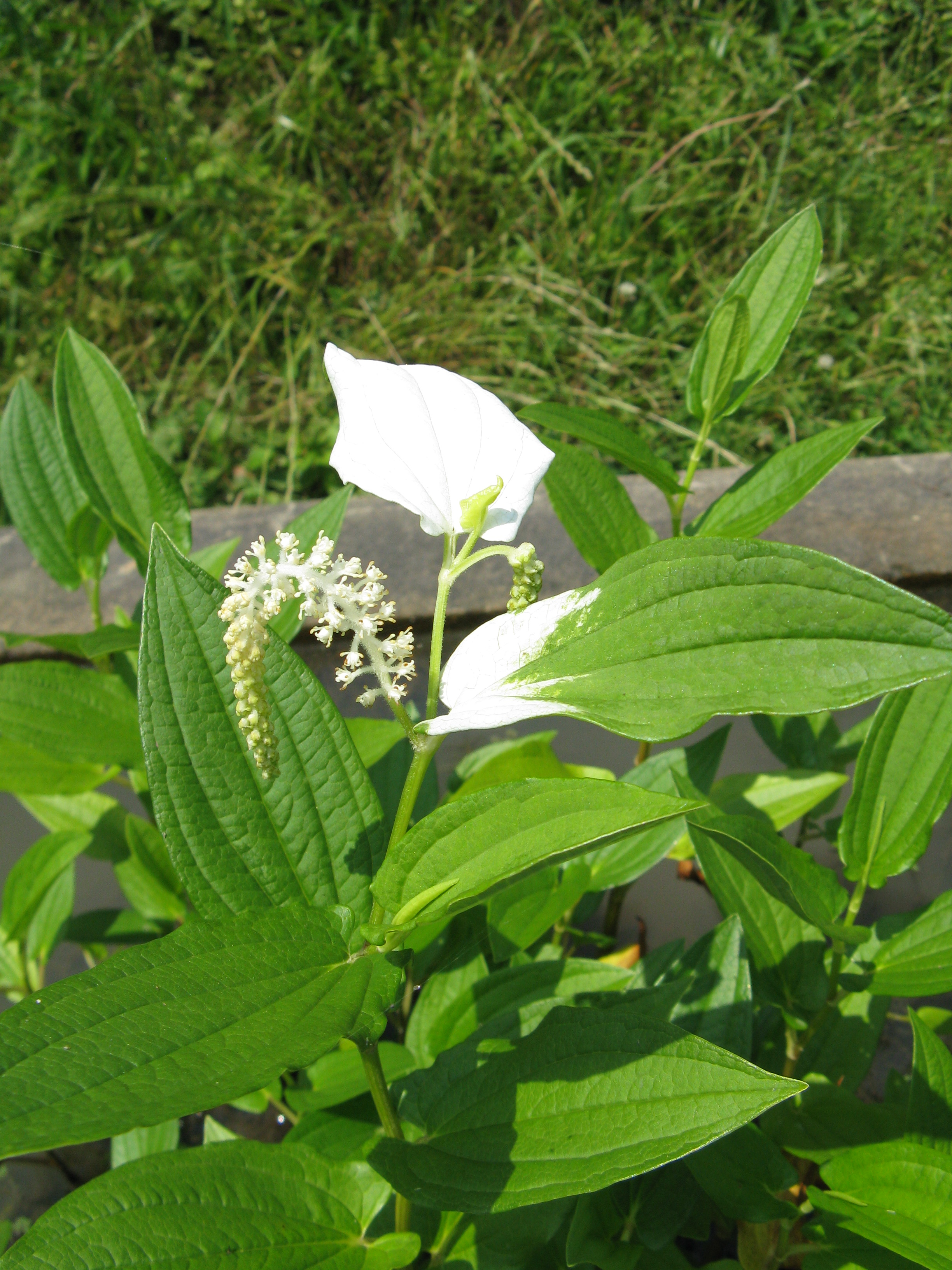
Saururus chinensis.

## Liste des espèces
Les espèces de ce genre, dont la liste est issue des index IPNI, Tropicos et GRIN, sont actuellement au nombre de deux, plus les synonymes :
- Saururus cavaleriei H.Lév. (1911) : voir Gymnotheca chinensis Decne.
- Saururus cernuus Thunb. (1784) : voir Saururus chinensis (Lour.) Baill.
- Saururus cernuus L. (1753)
  - Saururus cernuus f. submersus Glück (1923)
- Saururus chinensis (Lour.) Baill. (1871) - synonymes : Spathium chinense Lour., Saururopsis chinensis Turcz., Saururus cernuus Thunb., Saururus cumingii C. DC., Saururus loureiroi Decne.[4]
- Saururus cumingii C. DC. (1868) : voir Saururus chinensis (Lour.) Baill.
- Saururus loureiroi Decne. (1845) : voir Saururus chinensis (Lour.) Baill.
- Saururus lucidus Donn (1804)
- Saururus natans L. (1771) : voir Aponogeton natans (L.) Engl. & Krause
- Saururus sinensis Teijsm. & Binn. : voir Saururus chinensis (Lour.) Baill.

## Distribution
Une espèce est originaire d'Asie orientale et une autre d'Amérique du nord.
Leur diffusion horticole est très large dans tous les pays à climat tempéré.